# Chapardeur !
Pour plus de détails, voir Fiche technique et Distribution.
Chapardeur ! (Cat Burglar en version originale) est un film interactif d'animation de 2022 créé par Charlie Brooker et co-écrit par les réalisateurs Mike Hollingsworth et James Bowman, avec Annabel Jones comme productrice exécutive. Faisant ses débuts sur Netflix le 22 février 2022, le spectateur incarne le chat animé Rowdy qui tente de voler une œuvre d'art de valeur dans un musée protégé par le chien de sécurité Peanut. Le spectateur doit répondre correctement à une série de questions de culture générale afin de faire avancer l'histoire et d'éviter que Rowdy ne perde ses trois vies restantes. Le film rend hommage aux travaux de l'animateur Tex Avery.
Il est nommé pour deux Children's and Family Emmy Awards, dont un pour Outstanding Interactive Media. Le compositeur de la bande originale, Christopher Willis, remporte la catégorie Meilleure direction musicale et composition pour un programme d'animation.

## Synopsis
Rowdy, un cambrioleur félin, apprend qu'un musée expose une œuvre d'art de valeur qu'il décide de voler. Dans le même temps, le gardien de sécurité canin du musée, reçoit l'ordre du directeur du musée de protéger l'œuvre d'art contre le vol. L'histoire voit Rowdy tenter de s'introduire dans le musée et de voler avec succès le tableau sans être attrapé par Peanut, ce qui est fait par le spectateur répondant à une série de questions de culture générale. Chaque fois que le spectateur répond aux bonnes questions, l'histoire progresse. Le dessin animé se termine lorsque Rowdy vole avec succès l'œuvre d'art et gagne, ou lorsque Rowdy manque de vies et perd.

## Doublage
Version originale :
- Alan Lee : Peanut
- James Adomian : Rowdy, prêtre, diable
- Trevor Devall : directeur du musée, Dieu

Version française :
- Eric Métayer : Peanut
- Xavier Fagnon : Rowdy
- Michel Vigné : le directeur du musée
- Philippe Catoire : Dieu
- Bernard Alane : Diable

Source : générique de fin

## Production
Le film est sorti le 22 février 2022. Selon Netflix, la durée de visionnage typique est de 15 minutes et le film offre environ 90 minutes d'animation en fonction du parcours du spectateur dans l'histoire. Le film se compose de plusieurs centaines de segments ; l'animation, les effets sonores et la musique devant s'harmoniser pour que chaque chemin entre les segments progresse de manière transparente. Avec Christopher Willis chargé de la musique, la bande originale est interprétée par un orchestre londonien de 40 musiciens.
Chapardeur! est la première production de Broke and Bones, la société de production de Charlie Brooker et d'Annabel Jones, depuis son acquisition par Netflix. Le couple était déjà impliqué dans la fiction interactive avec Bandersnatch en 2018, qui fait partie de la série d'anthologies de science-fiction Black Mirror. Bien que fan du genre, Brooker n'avait jamais travaillé dans l'animation auparavant.
Mike Hollingsworth occupe le poste de directeur superviseur. Il est inspiré par les courts métrages d'animation réalisés par Tex Avery pour Metro-Goldwyn-Mayer (MGM). Hollingsworth est un fan et a notamment nommé son enfant «Avery» en référence à lui, tandis que Brooker aimait «l'anarchie intemporelle et surréaliste» des dessins animés, qui sont selon lui «intelligents, brutaux et subversifs». Les idées d'animation, telles que le style de la mort de Rowdy, sont principalement présentées par Hollingsworth et James Bowman, puis raffinées ou rejetées. Brooker désire pousser à un niveau élevé la violence dans le dessin animé.
L'expérience antérieure de Brooker avec la fiction interactive l'a amené à se méfier des chemins d'histoire compliqués. Il était intéressé par le fait que le spectateur détermine indirectement le résultat de l'histoire, plutôt que par des choix directs comme avec Bandersnatch. Il arrive à l'idée d'un jeu d'adresse, comme ceux de la franchise Dragon's Lair. Les questions de Cat Burglar visent à mettre l'accent sur la rapidité de réponse plutôt que sur la connaissance. L'œuvre interactive est la première de Netflix à incorporer des anecdotes, précédant le jeu d'avril 2022 Trivia Quest, une adaptation de Trivia Crack avec des questions épisodiques de trivia encadrées dans une histoire narrative. L'animation est réalisée par Boulder Media.

## Accueil
Chapardeur! reçoit des critiques généralement positives. Stuart Jeffries lui attribue 4 étoiles sur 5 dans The Guardian, louant la musique et les hommages aux dessins animés classiques. Lauren O'Neill de I note également le film 4 étoiles sur 5, appréciant les éléments interactifs qui rendent le spectateur moins passif par rapport à la plupart des émissions de télévision en streaming. Caroline Framke de Variety apprécie les aspects interactifs, disant qu'il était tentant de se tromper pour voir quel genre de rebondissements le spectacle prendrait. Ed Power, du Daily Telegraph, est cependant plus critique, lui attribuant 3 étoiles sur 5, aimant l'animation, mais se sentant frustré par les éléments interactifs, arguant qu'ils semblent « collés entre eux ».

### Distinctions
| Année | Prix                              | Catégorie                                                           | Candidat(s)        | Résultat | Références |
| ----- | --------------------------------- | ------------------------------------------------------------------- | ------------------ | -------- | ---------- |
| 2022  | Children's and Family Emmy Awards | Outstanding Interactive Media                                       | Cat Burglar        | Nommé    | [ 11 ]     |
| 2022  | Children's and Family Emmy Awards | Outstanding Music Direction and Composition for an Animated Program | Christopher Willis | Lauréat  | [ 11 ]     |